# رقابة داخلية

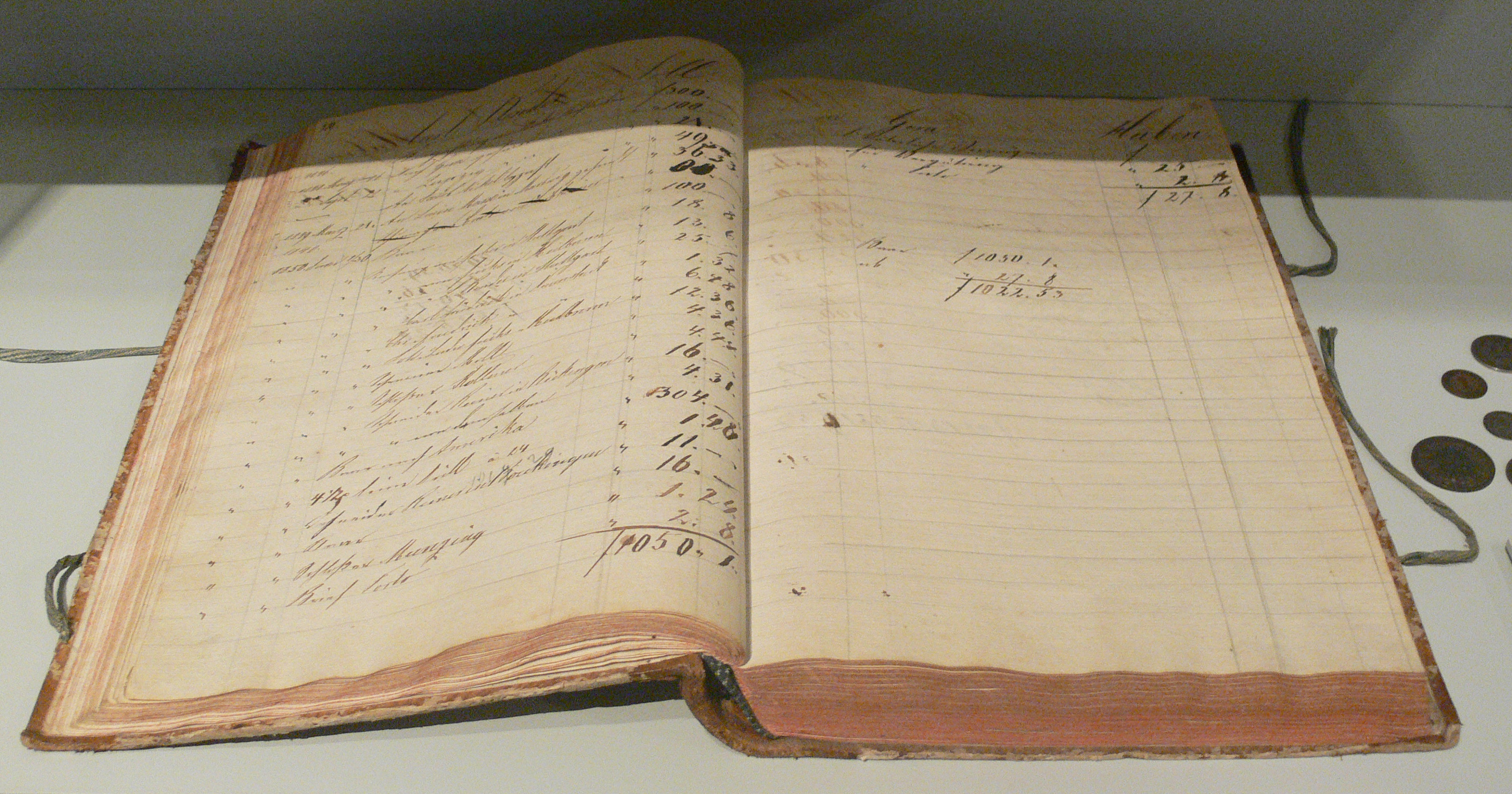

الرقابة الداخلية في المحاسبة والتدقيق، هي عملية لضمان تحقيق أهداف المنشأة بفعالية وكفاءة وإصدار تقارير مالية موثوق بها، والامتثال للقوانين واللوائح والسياسات. والرقابة الداخلية مفهوم واسع، يتضمن كل ما يسيطر على المخاطر المحتملة للمنظمة.

## مفهوم الرقابة الداخلية
لقد عرفت لجنة طرائق التدقيق المنبثقة عن المعهد الأمريكي للمحاسبين القانونيين الرقابة الداخلية بأنها: تشمل الخطة التنظيمية ووسائل التنسيق والمقاييس المتبعة في المشروع بهدف حماية أصوله وضبط ومراجعة البيانات المحاسبية والتأكد من دقتها ومدى الاعتماد عليها وزيادة الكفاية الإنتاجية وتشجيع العاملين على التمسك بالسياسات الإدارية الموضوعة. 
ومن جهة أخرى، فإن هذا التعريف يخدم عملية التدقيق الخارجي وجوانبها.
" تعد خطة تنظيمية إدارية محاسبية للضبط الداخلي عند استخدام عوامل الإنتاج المتاحة لدى المنشأة وصولاً إلى اعلى معدلات ممكنة من الكفاية الانتاجية.
الرقابة الداخلية يمكن تعريفها على أنها هي النحو المحدد في المحاسبة والتدقيق، الذي هو عملية لضمان تحقيق أهداف المنظمة في مجال الفعالية التشغيلية والكفاءة، وإعداد التقارير المالية الموثوق بها، والامتثال للقوانين واللوائح والسياسات. والرقابة الداخلية تشمل كل شيء الذي يتحكم في المخاطر التي تتعرض لها في المنظمة. [1]
بل هو وسيلة يمكن من خلالها تحقيق موارد المنظمة الموجهة ورصدها، وقياسها. وهي تلعب على دورا هاما في كشف ومنع الاحتيال وحماية موارد المنظمة، على حد سواء، المادية (على سبيل المثال، والآلات والممتلكات) وغير المادية (على سبيل المثال سمعة الملكية الفكرية: مثل العلامات التجارية).
وعلى المستوى التنظيمي، أهداف الرقابة الداخلية تتعلق بمصداقية التقارير المالية، وردود الفعل في الوقت المناسب على تحقيق الأهداف التشغيلية أو الاستراتيجية، والامتثال للقوانين واللوائح. على مستوى معاملة معينة، وتشير الرقابة الداخلية إلى الإجراءات المتخذة لتحقيق هدف معين (على سبيل المثال، كيفية ضمان المدفوعات المنتظمة لأطراف معينة.) وإجراءات الرقابة الداخلية تقلل من عملية التغيير، مما يؤدي إلى نتائج أكثر قابلية للتنبؤ وهي عنصر أساسي من قانون ممارسات الفساد الأجنبية (FCPA) لسنة 1977 وقانون ساربانس اوكسلي لعام 2002، الأمر الذي يتطلب تحسينات في الرقابة الداخلية في المؤسسات العامة في الولايات المتحدة. ولذلك يشار إلى الرقابة الداخلية داخل الكيانات التجارية إلى الضوابط التشغيلية.
يوحد في الرقابة الداخلية خمسة عناصر اساسية وهي:
- تحدد البيئة لهجة السيطرة للمنظمة، التي تؤثر في السيطرة على المنظمة وهذا هو الأساس لجميع المكونات الأخرى للرقابة الداخلية
- تقييم المخاطر وتحديدها وتحليل المخاطر ذات الصلة لتحقيق أهداف المؤسسة، وتشكيل الأسس المعينة لكيفية إدارة المخاطر
- تنظيم عمليات المعلومات والاتصالات ودعمها وتحديد النقاط المهمة في تبادل المعلومات وتحدد الإطار الزمني لتمكن الناس من تحمل مسؤولياتهم
- مراقبة أنشطة السياسات والإجراءات التي تساعد على ضمان توجيهات الإدارة
- مراقبة العمليات المستخدمة في تقييم جودة أداء الرقابة الداخلية على مر الزمن

ويعريف نظام COSO بأنه نظام السيطرة على وحدات المنظمة التي تتألف من العديد من إجراءات الرقابة الفردية.
وهي إجراءات المراقبة المنفصلة، أو ضوابط من قبل المجلس الأعلى للتعليم على النحو التالي: «مجموعة محددة من السياسات والإجراءات والأنشطة المصممة لتلبية الموضوعية والسيطرة قد تكون موجودة في وظيفة معينة أو في نشاط عملية التأثير والتحكم وقد تكون محددة على نطاق معين بخصوص رصيد الحساب، وبعض المعاملات لها ضوابط تطبيق خاصة فريدة من نوعها - على سبيل المثال، يمكن أن تكون على دليل التسويات والفصل بين الواجبات ومراجعتها والموافقة عليها، وحماية مساءلة الأصول وقد تكون لمنع أو الكشف عن الخطأ أو الغش وتضبط عملية الرقابة إطار التقارير المالية والضوابط التشغيلية وتهدف إلى تحقيق الأهداف التشغيلية للمؤوسسة)»[2] ..

### الأدوار والمسؤوليات في الرقابة الداخلية
وفقا لإطار عمل نظام COSO، وجميع المؤسسة لديها مسؤولية الرقابة الداخلية إلى حد ما. وتقريبا جميع الموظفين يستخدموا إنتاج المعلومات في نظام الرقابة الداخلية أو اتخاذ إجراءات أخرى ضرورية للتأثير على السيطرة والتحكم. وأيضا يجب أن يكون جميع الموظفين مسؤولين عن التواصل والتصدي للمشاكل في العمليات اليومية والامتثال لمدونة قواعد السلوك، والتصدي للانتهاكات الأخرى المتعلقة بالسياسات أو الإجراءات غير القانونية. وتلعب دورا مهما في مجال محاكمة أي كيان كبير في الشركة. مثل الرئيس التنفيذي (المدير العلوي) للمنظمة وهو المسؤول لتصميم وتنفيذ الرقابة الداخلية الشاملة والفعالة أكثر من أي شخص آخر، والرئيس التنفيذي هو الذي يحدد «المنهج على أعلى المستويات» ويؤثر على النزاهة والأخلاقيات وعوامل أخرى ايجابية في بيئة المراقبة، وفي الشركات الكبيرة يكون واجب الرئيس التنفيذي توفير القيادة والتوجيه لكبار المديرين ومراجعة الطريقة التي يتم السيطرة من خلالها على الأعمال التجارية، وبدوره يقوم أيضا بتعين كبار المديرين وتعيين المسؤوليات عن وضع سياسات الرقابة الداخلية وتحديد الإجراءات اللازمة للموظفين المسؤولين عن وظائف الوحدة، والرئيس التنفيذي غالبا ما يكون هو نفسه المدير المالك، وعادة ما يكون أكثر مباشرة. في حالة المسؤولية المتتالية، وهو مدير غير فعال كما هو الرئيس التنفيذي في مجال المسؤولية. وله أهمية خاصة لضبط الموظفين ومكافئاتهم المالية، صعودا وهبوطا.
ويلعب مجلس الادراة دورا هاما في محاسبة الادارة، من خلال الحكم والتوجيه والرقابة. وموضوعية أعضاء مجلس الإدارة الفعال قادرة على معرفة أنشطة المنشأة والبيئة المحيطة بها، ويكرس مجلس الادراة الوقت اللازم لإنجاز المسؤوليات. وقد تكون الإدارة في وضع يمكنها من تجاوز الضوابط وتجاهل الاتصالات من المرؤوسين، مما يتيح للإدارة تغيير النتائج عمدا لتغطية مساراتها وممارساتها، وهنا يأتي نشاط وقوة مجلس الإدارة، لا سيما عندما يقترن مع قنوات الاتصال الصاعدة والفعالة ومهمة القدرة على المراجعة المالية والقانونية والداخلية، وغالبا ما يكون الأقدر على تحديد وتصحيح هذه المشكلة.